# Karl Pergler von Perglas (General, 1793)
Karl Freiherr Pergler von Perglas (* 8. Juli 1793 in Katzengrün, Böhmen; † 2. Mai 1868 in Brünn) war General der Kavallerie der österreichischen k. k. Armee.

## Leben

### Herkunft und Familie
Karl Pergler von Perglas entstammte dem gleichnamigen Adelsgeschlecht, welches seinen Ursprung in Sachsen hatte, sich von dort im 12. Jahrhundert in Böhmen ausbreitete und in Katzengrün seinen Stammsitz nahm. Viele Familienmitglieder hatten wichtige militärische und politische Ämter in Deutschland und Österreich-Ungarn inne. Er war der Sohn des Karl Anton Pergler von Perglas und dessen Gemahlin Agathe Oestczibsky von Riesenburg († 1799) und war verheiratet mit Marie von Lindenhayn und Freyenberg. Aus der Ehe sind keine Kinder hervorgegangen.

### Militärische Laufbahn
Nach seiner Schulausbildung entschied sich Karl für eine militärische Laufbahn, wurde in der Ingenieur-Akademie ausgebildet und wechselte als Fähnrich im September 1811 in das Infanterie-Regiment Nr. 21. 1813 kam er als Leutnant zum Infanterie-Regiment Nr. 33 und wurde im Oktober des Jahres zum Oberleutnant befördert. Im Ulanen-Regiment Nr. 2 wurde er im Februar 1814 Zweiter Rittmeister, im November 1823 Erster Rittmeister und 1831 Major. 1833 wechselte er zum Kürassier-Regiment Nr. 4, wo er Oberstleutnant und 1835 Oberst wurde. 1843 zum Feldmarschallleutnant ernannt, wurde er Kommandeur einer Brigade in Italien, wo er im Juni 1848 als Divisionskommandeur im 2. Reservecorps während des Italienischen Unabhängigkeitskriegs an der Belagerung und Eroberung Venedigs beteiligt war.
1853 löste er den General Eugen von Falkenhayn, der von 1849 bis 1953 Zweiter Inhaber des k. k. Infanterie-Regiments Nr. 18 „Großfürst Constantin von Rußland“ war, in dieser Funktion ab.
Am 20. April 1854 wurde er Kommandant der Kleinen Festung Theresienstadt.
Er war mit großem Erfolg an sieben Schlachten und dreizehn Gefechten beteiligt, u. a.
- Schlacht um Dresden am 26. und 27. August 1813 zwischen den Truppen Napoleons und der Hauptarmee der Koalitionstruppen
- Schlacht bei Kulm am 29. und 30. August 1813
- Gefecht bei Hochheim am 9. November 1813 endete mit einer Niederlage der französischen Truppen
- Schlacht bei Brienne in Frankreich am 29. Januar 1814
- Schlacht bei Paris am 31. März 1814, führte zur Abdankung Napoleons

### Auszeichnungen
- 22. Oktober 1849 Militärverdienstkreuz
- Russischer Orden der Heiligen Anna
- Roter Adlerorden I. Klasse[4]
- 20. April 1854 Wirklicher Geheimer Rat